# Тіт Квінкцій Фламінін (консул 123 року до н. е.)
Тит Квінкцій Фламінін (166/164 — після 123 до н. е.) — політик, державний і військовий діяч Римської республіки, консул 123 року до н. е.

## Життєпис
Походив з патриціанського роду Квінкціїв. Син Тита Квінкція Фламініна, консула 150 року до н. е.. Про молоді роки мало відомостей. 
У 123 році до н. е. обрано консулом разом з Квінтом Цецилієм Метеллом Балеаріком. За час його каденції було засновано римську колонію на місці Карфагену.